# كارل إرنست فون باير
كارل إرنست غيتغ فون باير (بالروسية: Карл Эрнст фон Бэр) هو عالم طبيعة وأحيائي وعالم جيولوجيا وعالم طقس وجغرافي من إستونيا وهو الأب المؤسس لعلم الأجنة. وكان مستكشفاً لروسيا الأوروبية وإسكندنافيا. كان عضواً في الأكاديمية الروسية للعلوم وأحد مؤسسي الجمعية الجغرافية الروسية وأول رئيس للجمعية الروسية للحشرات.

## حياته
ولد كارل إرنست فون باير لعائلة نبيلة من الألمان البلطيقيين في بيب في محافظة إستونيا (حالياً مقاطعة غرب الفيرو، إستونيا). قضى طفولته المبكرة كفارس بالاكتساب في قصر لاسيلا في إستونيا. قَدم العديد من أسلافه من وستفاليا. تلقى تعليمه في مدرسة الفارس والكاتدرائية في مدينة ريفال (حالياً تالين) وجامعة دوربات الإمبراطورية (جامعة تارتو)، واللتان وجدهما تفتقران لجودة التعليم. أُرسل في فترة عمله في الجامعة إلى ريغا عام 1812 لمساعدة المدينة بعد أن فرضت جيوش نابليون الحصار عليها. أدرك بينما كان يحاول مساعدة المرضى والجريحين أن تعليمه في دوربات لم يكن كافياً، وعند تخرجه أبلغ والده أنه بحاجة إلى السفر للخارج لإنهاء تعليمه. ذُكر في سيرته الذاتية أن استيائه من تعليمه في دوربات ألهمه كتابة تقييم مطول عن التعليم بشكل عام. أكمل تعليمه بعد مغادرة تارتو في برلين وفيينا وفورتسبورغ حيث عرفه إيجنز دولينجر إلى حقل علم الأجنة الجديد.
أصبح عام 1817 أستاذاً في جامعة كونيغسبرغ (كالينينغراد)، وأستاذاً متفرغاً في علم الحيوان عام 1821، وفي التشريح عام 1826. قام بالتدريس لفترة وجيزة في سانت بطرسبرغ عام 1829، ولكنه ما لبث وعاد إلى كونيغسبرغ. في عام 1834، عاد فون باير مجدداً إلى سانت بطرسبرغ وانضم إلى قسم علوم الحيوان في الأكاديمية الروسية للعلوم هناك (1834–46)، ومن ثم التشريح المقارن وعلم وظائف الأعضاء (1846–62). اهتم في فترة تواجده هناك بالتشريح وعلم الأسماك ووصف الأعراق البشرية وعلم الإنسان والجغرافيا. ساهم في كَمّ كبير من البحوث الميدانية، ومن ضمنها استكشاف جزيرة نوفايا زيمليا. قضى أعوامه الأخيرة (1867–76) في دوربات حيث أصبح ناقداً بارزاً لتشارلز داروين.

## روابط خارجية
- كارل إرنست فون باير على موقع الموسوعة البريطانية (الإنجليزية)
- كارل إرنست فون باير على موقع إن إن دي بي (الإنجليزية)